# NGC 1224
NGC 1224 је елиптична галаксија у сазвежђу Персеј која се налази на NGC листи објеката дубоког неба.
Деклинација објекта је + 41° 21' 48" а ректасцензија 3h 11m 13,5s. Привидна величина (магнитуда) објекта NGC 1224 износи 14,0 а фотографска магнитуда 15,0. NGC 1224 је још познат и под ознакама UGC 2578, MCG 7-7-34, CGCG 540-55, PGC 11886.